# Estatua del joven Mao Zedong
La Estatua del joven Mao Zedong es una escultura colosal erigida por el gobierno de la provincia de Hunan en China, entre 2007 y 2009. El monumento hace honor al fundador de la República Popular China Mao Zedong durante sus años de juventud. Se ubica en la isla Naranja dentro de la ciudad de Changshá al sur del país asiático. Su construcción se desarrolló con  más de 8000 piezas de granito, que fueron extraídas de la provincia de Fujian y su altura es de 32 metros.

## Galería de imágenes

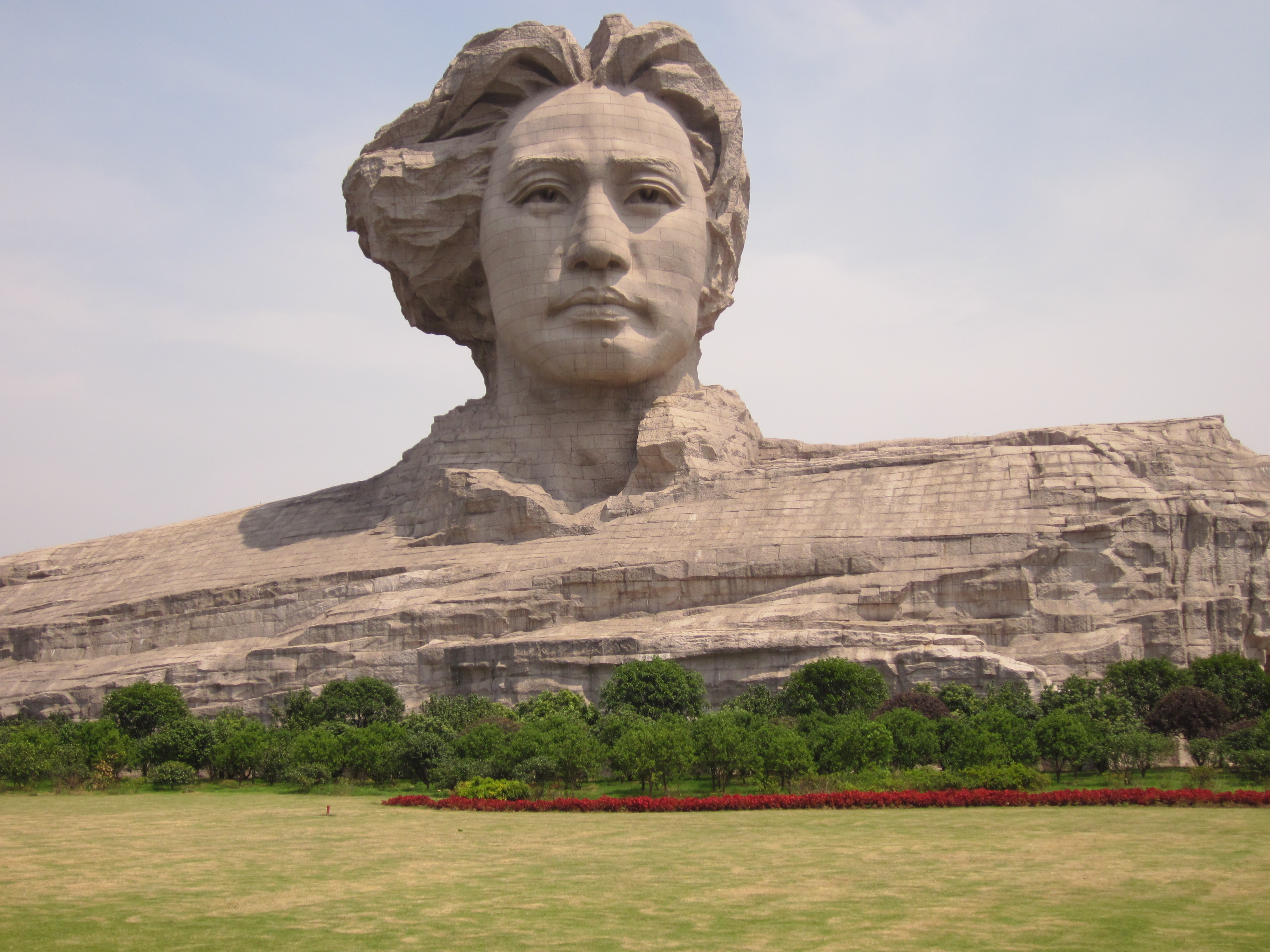
La parte del monumento desde el frente.
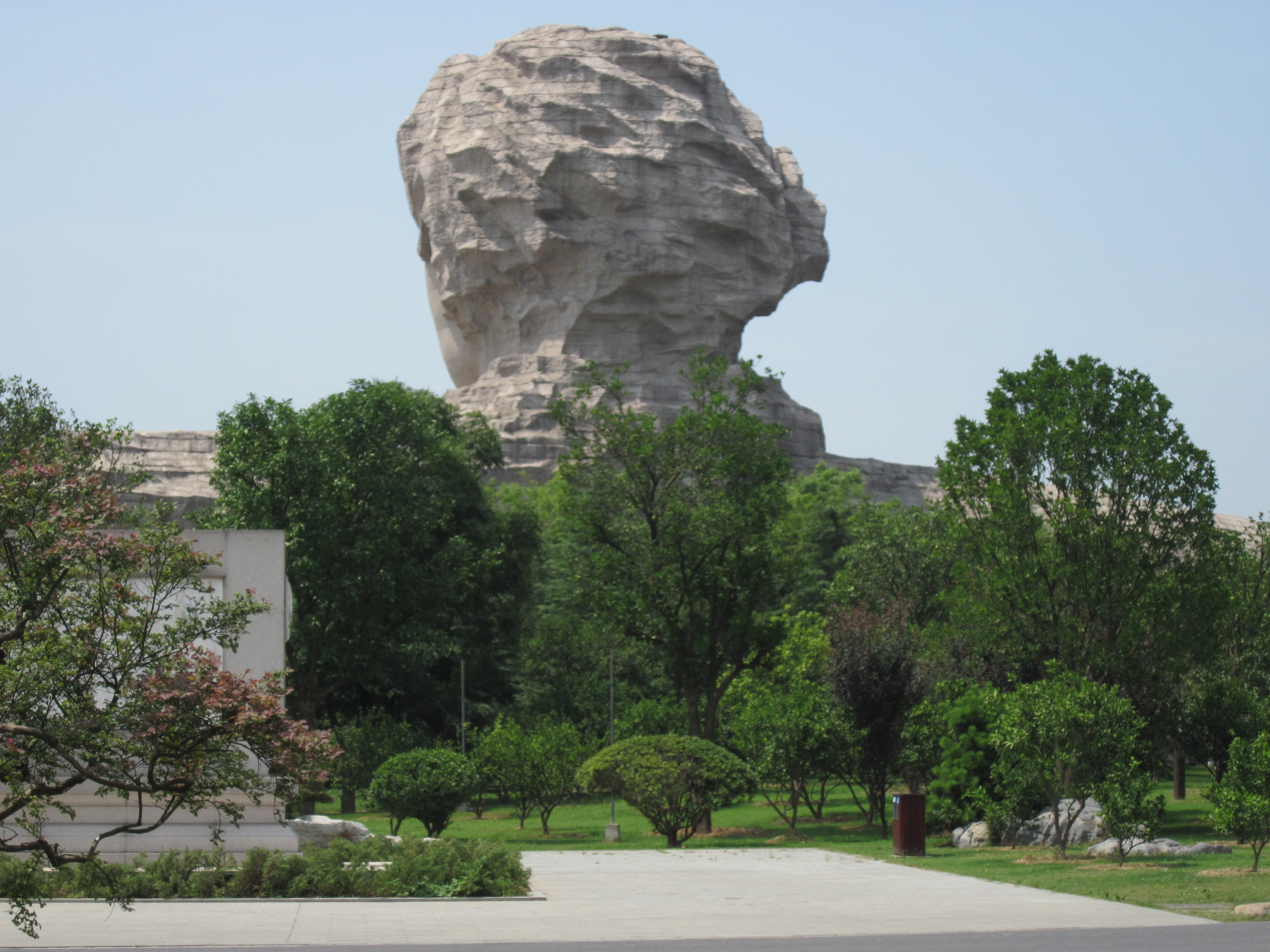
La parte trasera del monumento.